# Lada Vesta
O Lada Vesta é um automóvel sedã compacto produzido pela AutoVAZ sob a marca Lada, o carro utiliza a plataforma Lada B, o carro também compartilha peças da Aliança Renault-Nissan, o carro representa a Lada desde 2015 no WTCC.

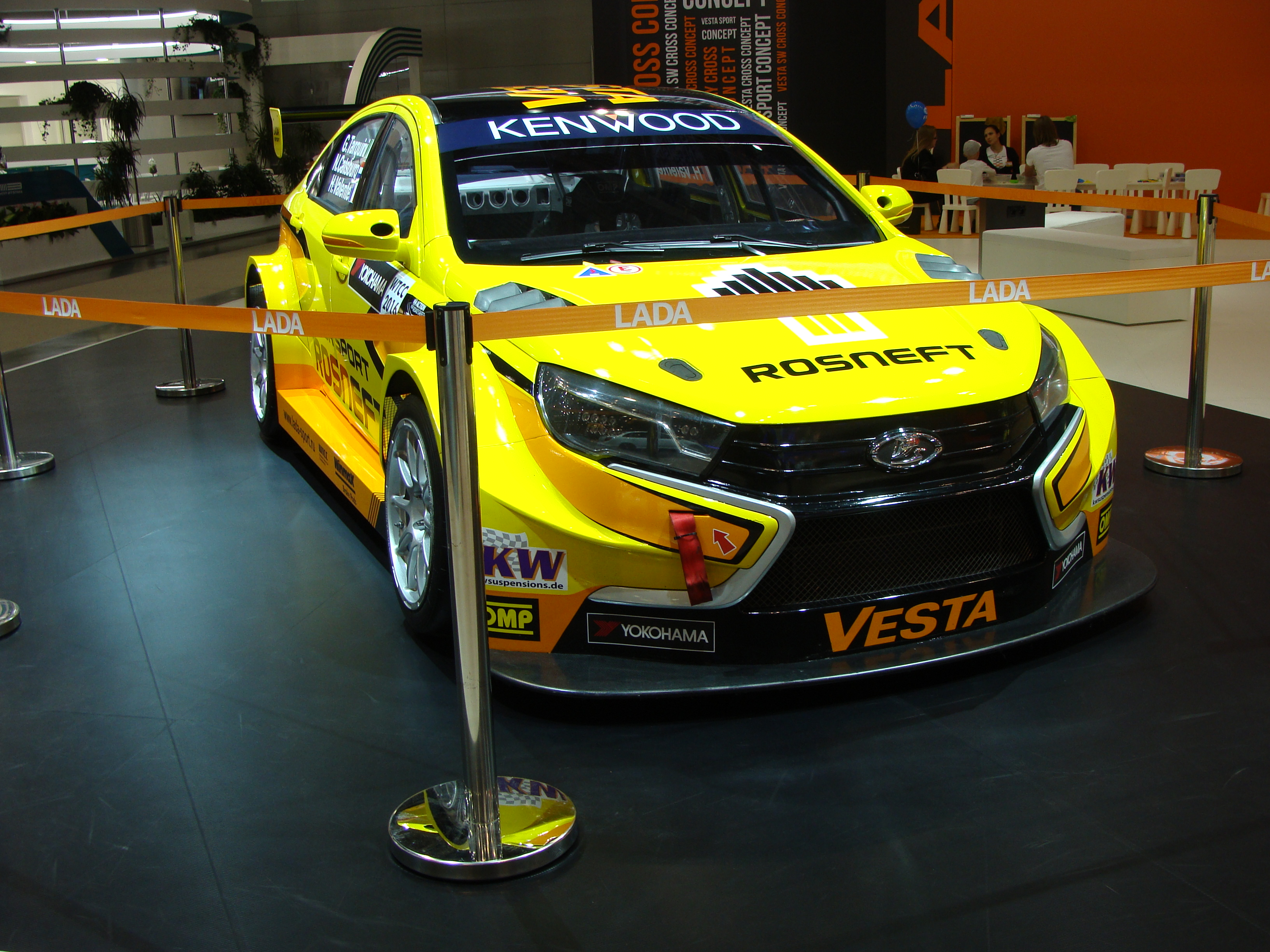
Sport edition.

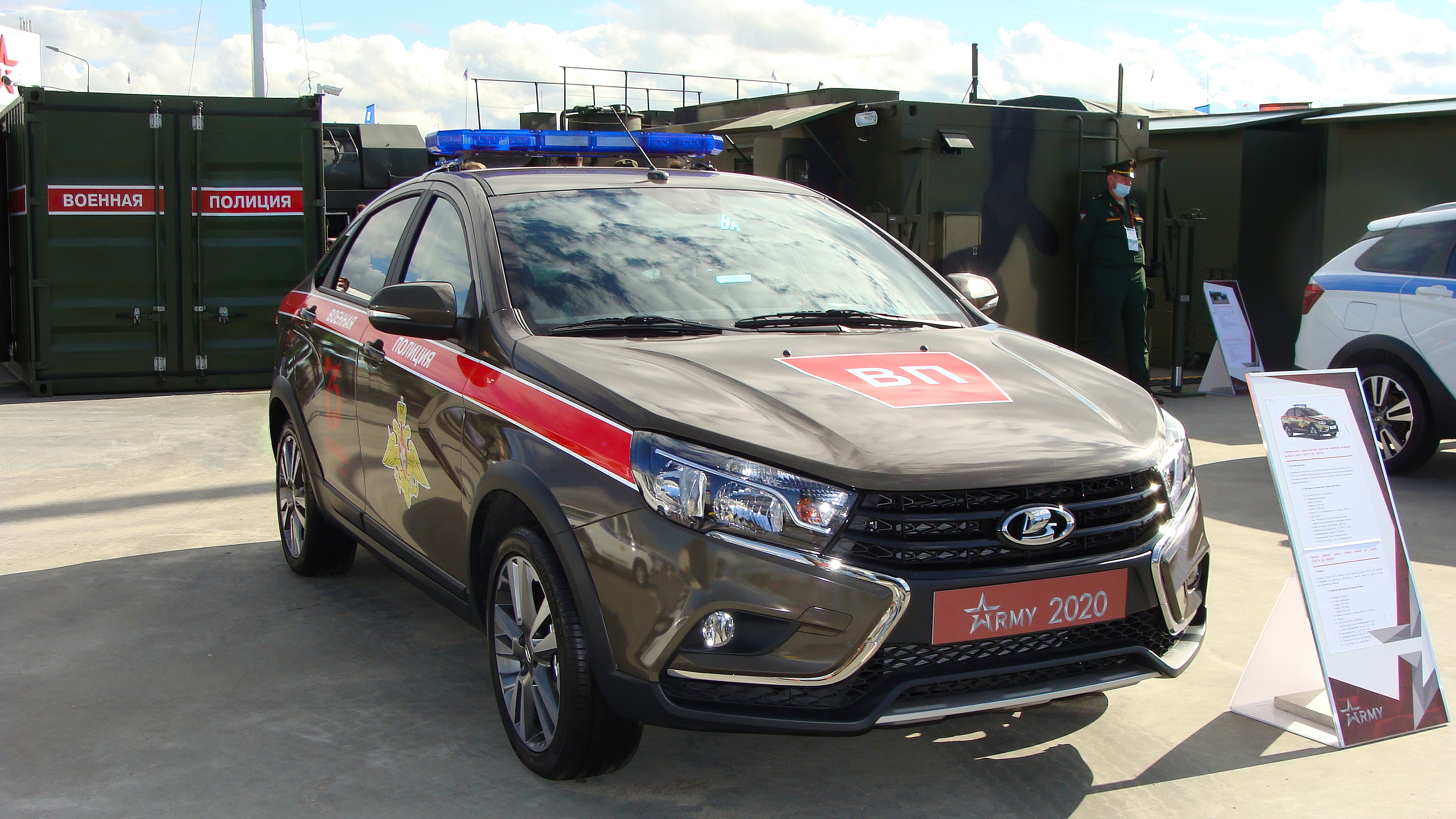
Versão da Polícia Militar.